# Birch Hills
Birch Hills är en ort i Kanada.   Den ligger i provinsen Saskatchewan, i den centrala delen av landet, 2 300 km väster om huvudstaden Ottawa. Birch Hills ligger 454 meter över havet och antalet invånare är 1 064.
Terrängen runt Birch Hills är platt. Trakten runt Birch Hills är nära nog obefolkad, med mindre än två invånare per kvadratkilometer.. Det finns inga andra samhällen i närheten.
Trakten runt Birch Hills består till största delen av jordbruksmark.